# Jean-Luc Marx
Pour les articles homonymes, voir Marx.
Jean-Luc Marx, né le 14 septembre 1954 à Metz, est un haut fonctionnaire français. Premier adjoint au maire de Cahors de 2020 à 2023 et maire de la commune depuis octobre 2023, il a été préfet de la région Grand-Est, de la zone de défense et de sécurité Est et du Bas-Rhin de juillet 2017 à mars 2020.

## Biographie
Jean-Luc Marx étudie à Sciences Po Strasbourg. Ancien élève de l’Institut régional d'administration de Metz il commence sa carrière en 1977 en tant qu’attaché de préfecture de la Moselle.
Chargé de mission au cabinet du Président du Conseil régional de Lorraine en 1978, il prend l’année suivante les fonctions de chef du service d’information à la préfecture de la région Lorraine.
En 1984, il devient chargé de mission puis chef de cabinet du préfet de Lorraine chargé du développement industriel, en 1986, il prend les fonctions de directeur de cabinet du préfet du Jura, puis en 1988, auprès du préfet des Pyrénées-Orientales.
En 1990, il est nommé sous-préfet de Sartène (Corse), puis sous-préfet à Saint-Dizier (Haute-Marne) en 1992.
Il rejoint l’administration centrale en 1994, en qualité de sous-préfet, hors cadre, chef du bureau des personnels de préfecture au ministère de l'Intérieur.
En 1997, Jean-Luc Marx poursuit sa carrière en tant que secrétaire général de la préfecture de la Charente-Maritime jusqu’en 2000, date à laquelle il prend le poste de directeur de cabinet du préfet de la région Midi-Pyrénées, préfet de la Haute-Garonne. En novembre 2002, il occupe les fonctions, de secrétaire général de la préfecture de la Loire, puis du Val-de-Marne en 2005.
En août 2007, Jean-Luc Marx est nommé préfet délégué pour la sécurité auprès de la région Provence-Alpes-Côte d'Azur, préfet de la zone de défense sud, préfet des Bouches-du-Rhône.
En 2009, il devient préfet du Lot, jusqu’en juin 2011. De juin 2011 à août 2012 il est préfet de l’Allier.
D’août 2012 à août 2014, Jean-Luc Marx occupait les fonctions de préfet de la région Réunion, délégué du Gouvernement pour l’action de l’État en mer, préfet de la zone de défense du sud de l’Océan Indien.
Il est préfet de Seine-et-Marne du 1er septembre 2014 à juillet 2017.
Le 10 juillet 2017, il prend ses fonctions de préfet de la région Grand-Est, de la zone de défense et de sécurité Est, et de préfet du Bas-Rhin.
Une mission relative à l'avenir institutionnel dans le Grand Est lui est confiée le 2 février 2018. 
Jean-Luc Marx fait valoir ses droits à la retraite à compter du 1er mars 2020. Il figure en troisième position sur la liste du maire sortant de Cahors, Jean-Marc Vayssouze-Faure (PS) pour les élections municipales de 2020
Il est élu le 26 mai 2020 premier adjoint à la mairie de Cahors, chargé des grands projets, de l’urbanisme, de la reconquête du site patrimonial remarquable, du patrimoine et du personnel.
Le 16 octobre 2023, à la suite de l'élection de Jean-Marc Vayssouze-Faure comme sénateur, il remplace ce dernier à la tête de la cité cadurcienne.

## Rapport Marx sur l’évolution de l’Alsace dans le Grand Est
Le président Emmanuel Macron a confié au préfet Marx le 2 février 2018 une mission relative à l'avenir institutionnel de l’Alsace dans le Grand Est, en suite des protestations des élus et de la population alsacienne quant à la réforme territoriale de 2015,,.
Le rapport est rédigé le 15 juin 2018 et remis au Premier ministre le 20 juin 2018.

Il est rendu public le 8 août 2018. Le préfet Marx y indique :
« À l’issue de ces semaines d’échanges denses et de préparation assidue, je suis conduit à une double certitude :
- il existe un véritable « désir d’Alsace », une quête de connaissance et de reconnaissance dont le contenu n’est certes pas seulement institutionnel. L’Alsace culturelle, linguistique, historique, climatique… existe et nombre de ses habitants aspirent à être identifiés à ce territoire ;
- les territoires objets de mon rapport présentent des spécificités que l’État peut reconnaître, valoriser dans l’intérêt de ses habitants comme de la communauté nationale. (...)»

Ce rapport ambitieux, ouvre donc la voie à une concertation pour la création d'une collectivité à statut spécifique, au sein du Grand Est au moins dans un premier temps, débutant par la fusion des départements avec de nouvelles compétences.
Cette évolution interpelle et inquiète toutefois les élus des autres départements de la Région, qui y voient un risque sur le devenir même de la Région, à moins de bénéficier eux-mêmes des mêmes prérogatives,,.
Il débouche directement sur une mission confiée par le Premier ministre à Mme Jacqueline Gourault qui annonce le 24 octobre 2018, « Le gouvernement est prêt à soutenir la création d’une collectivité alsacienne qui serait faite à partir des deux départements ». 
Suivant les préconisations du rapport, particulièrement salué, il est décidé que cette nouvelle collectivité, originale, resterait dans la région Grand Est mais bénéficierait - en plus des compétences des départements - de « compétences particulières qui sont dues au transfrontalier notamment et à l’identité alsacienne rhénane »,. Cette nouvelle collectivité verra le jour le 1er janvier 2021. 
Le 29 octobre 2018, le premier ministre Édouard Philippe, la ministre de la cohésion des territoires et des relations avec les collectivités territoriales Jacqueline Gourault, le ministre de l’éducation nationale Jean-Michel Blanquer, la ministre chargée des transports Élisabeth Borne, le président du conseil régional du Grand Est Jean Rottner et les présidents des conseils départementaux du Bas-Rhin Frédéric Bierry et du Haut-Rhin Brigitte Klinkert ont signé un acte créant la « collectivité européenne d'Alsace », aboutissement de l'action et du rapport du préfet Marx.

## Récompenses et distinctions

### Décorations
- Officier de la Légion d'honneur Il est fait chevalier le 31 décembre 2001[19], puis est promu officier le 11 juillet 2014[20].
- Commandeur de l'ordre national du Mérite Il est fait chevalier le 14 mai 1998[21], et est directement promu commandeur le 29 mai 2019[22].
- Chevalier de l'ordre du Mérite agricole